# Кісва (заказник)
Кісва́ — іхтіологічний заказник місцевого значення в Україні. Розташований у межах Рахівського району Закарпатської області, на північ від села Косівська Поляна. 
Площа 400 га. Статус надано згідно з рішенням Закарпатської облради від 11.01.2002 року, № 377 (270 га увійшли до складу Свидовецького заповідного масиву з вилученням, Постанова РМ УРСР від 30.05.1990 року, № 119). Перебуває у віданні ДП «Великобичківське ЛМГ» (Косівсько-Полянське лісництво, кв. 1, 2, 3, 4). 
Створений з метою охорони частини акваторії річки Кісва (завдовжки 6,5 км) та прибережної смуги, як місця нересту цінних видів риб — харіуса європейського, міноги угорською, яльця-андруги.
У 1990 р. увійшов до складу Карпатського біосферного заповідника.